# Conférence épiscopale
Une conférence épiscopale ou conférence des évêques est après le concile Vatican II une association qui se veut permanente des évêques d'une nation ou d'un territoire donné, exerçant ensemble certaines charges pastorales pour les fidèles de leur Église particulière, afin de mieux promouvoir le bien que l'Église universelle offre aux hommes, surtout par les formes et moyens d'apostolat adaptés de façon appropriée aux circonstances de temps et de lieux, selon le droit. Ces évêques et archevêques œuvrent en collégialité pour remplir ensemble une mission commune.
Historiquement la première conférence d’évêques nationale fut ce qui est aujourd’hui la Conférence des évêques suisses, fondée en 1863. Il y en a aujourd’hui une grosse centaine.

## Histoire
Dès les premiers siècles, les évêques, membres du collège épiscopal, se réunissent pour définir des actions communes. C'est d'abord le patriarche réunissant les évêques de son patriarcat et leurs conseillers dans des conciles régionaux, ou des synodes. C'est aussi les archevêques, qui définissent des actions communes avec leur suffragants.
Au Moyen Âge, des assemblées d'évêques, plus ou moins formelles, s'organisent, par langues ou par royaumes : assemblées de langue d'oïl, de langue d'oc, du comté de Provence, etc. Elles n'ont généralement pas de caractère permanent.
En France, sous l'Ancien Régime, des conférences régulières réunissent les évêques pour discuter de leur rapport avec l'État ou avec Rome.
Les évêques peuvent être convoqués dans des conciles nationaux ou régionaux présidés par le roi ou l'évêque métropolitain. Le dernier concile national en France est le concile de Paris de 1811.
En France, les assemblées du clergé réunissent les députés du clergé périodiquement, de la fin du XVIe siècle jusqu'en 1788.
En 1863, la première conférence épiscopale nationale est créée en Suisse sous le nom de Conférence des évêques suisses, les autres pays suivront, si bien qu'en 1919, le Saint-Siège demande l'organisation d'« assemblées des cardinaux et archevêques » dans chaque pays. Elles verront leurs compétences renforcées au cours des années 1940. C'est ainsi, qu'à partir de 1945, l'Assemblée des cardinaux et archevêques de France se réunit deux fois par an.
Après le concile Vatican II et la définition du principe de collégialité épiscopale, des « conférences épiscopales » sont créées ou réorganisées dans l'ensemble de la chrétienté.

## Fonctions
En 1965, le décret d'application du concile Vatican II sur la charge des évêques officialise les « conférences épiscopales », insistant même sur leur importance et traçant leurs caractères essentiels : « Une conférence épiscopale est en quelque sorte une assemblée dans laquelle les prélats d'une nation ou d'un territoire exercent conjointement leur charge pastorale en vue de promouvoir davantage le bien que l'Église offre aux hommes, en particulier par des formes et des méthodes d'apostolat convenablement adaptées aux circonstances présentes.  »
Le code de droit canonique de 1983 précise les modalités de fonctionnement des conférences. Le 27 juillet 1998, par le motu proprio « Apostolos suos  », le pape Jean-Paul II en définit la nature théologique et juridique en précisant leur place spécifique dans l'exercice de la collégialité, une place de coordination des fonctions pastorales qui ne peut se substituer à la responsabilité de l'évêque dans la communion de l'Église. Il ne reconnaît notamment pas de compétence en matière doctrinale à la conférence des évêques elle-même, et spécifie un cadre strict pour les déclarations de nature doctrinale qu'elle pourrait émettre.

## Présidents
En principe, le président d'une conférence épiscopale est élue par celle-ci. Le principe connaît trois dérogations : la première concerne la Conférence épiscopale italienne dont le président est nommé par le pape ; la deuxième, la Conférence épiscopale de Belgique dont le président est nommé par l'archevêque de Malines-Bruxelles ; la troisième, la Conférence des évêques latins dans les régions arabes qui est présidée d'office par le patriarche latin de Jérusalem.